# Virtus Linea
La Virtus Linea è una struttura geologica della superficie di Venere.